# Pyramide-oogbladroller
De pyramide-oogbladroller (Epinotia subsequana) is een vlinder uit de familie bladrollers (Tortricidae). De wetenschappelijke naam is voor het eerst geldig gepubliceerd in 1811 door Haworth.
De soort komt voor in Europa.